# توني إيفانغليستا
توني إيفانغليستا هو لاعب كرة قدم وحكم كرة قدم كندي، ولد في 2 أكتوبر 1945 في سورا، لاتسيو في إيطاليا.

## وصلات خارجية
- توني إيفانغليستا على موقع Soccerway.com (الإنجليزية)
- توني إيفانغليستا على موقع أوليمبيديا (الإنجليزية)